# كاتي بريت
كاتي بريت (مواليد 2 فبراير 1982) هي سياسية، محامية وسيدة أعمال أمريكية من الحزب الجمهوري وهي عضوة في مجلس الشيوخ الأمريكي عن ولاية ألاباما.